# Tête de Grimaldi
Pour les articles homonymes, voir Grimaldi (homonymie).

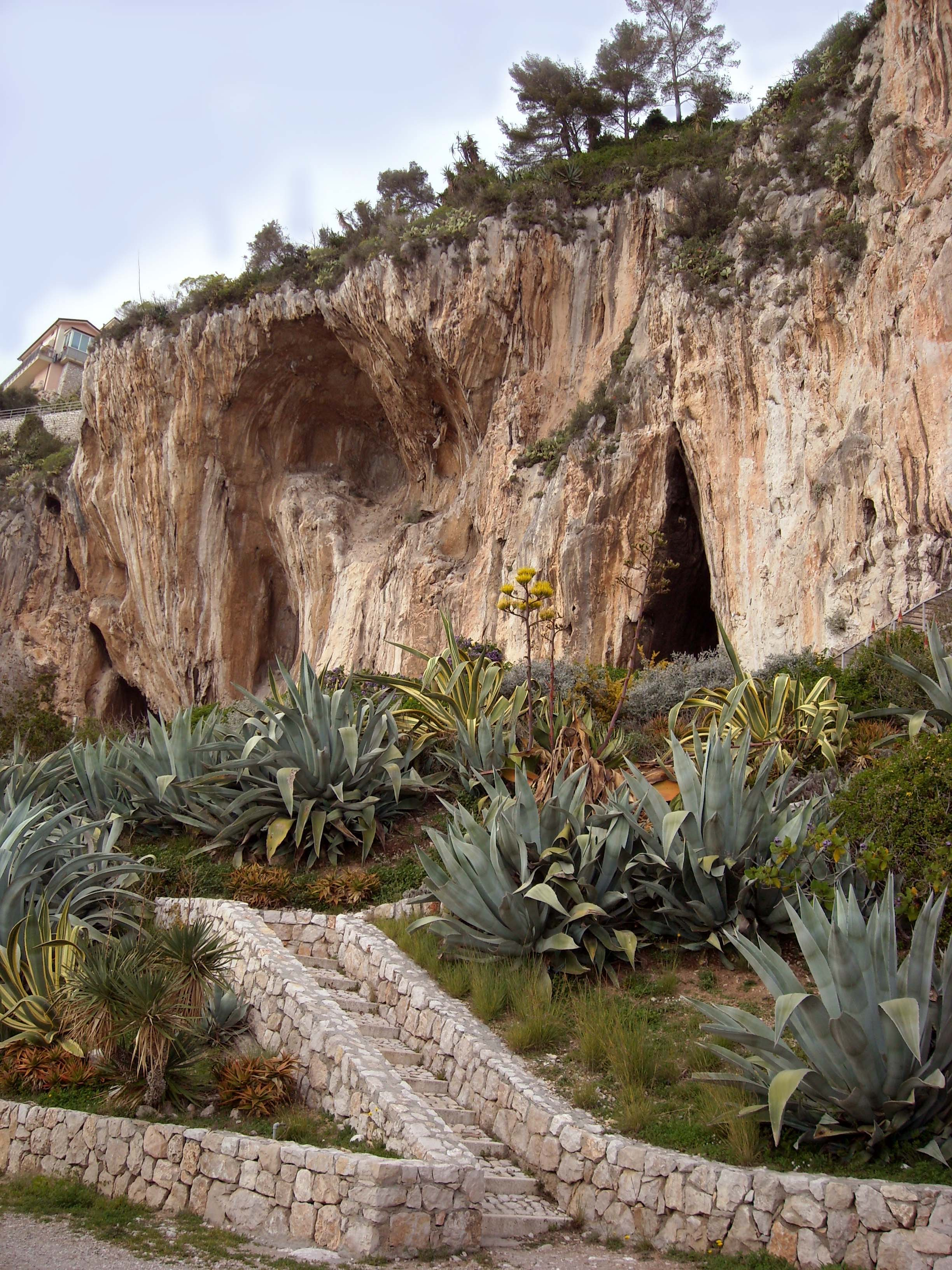
Les grottes des Balzi Rossi.

La tête de Grimaldi est une petite statuette préhistorique datée du Gravettien, représentant une tête de femme. Elle a été découverte dans les grottes des Balzi Rossi, situées dans le hameau de Grimaldi, à Vintimille, en Italie, près de la frontière avec la France.

## Historique
Les grottes des Balzi Rossi sont situées dans le hameau de Grimaldi, à Vintimille. C'est lors de fouilles menées entre 1883 et 1895 que Louis Alexandre Jullien a découvert dans la grotte du Prince cette petite tête féminine, parmi 13 autres figurines de type vénus paléolithique.

## Description
Haute de 2,4 cm, large de 1,3 cm, et profonde de 2,4 cm, cette statuette a été façonnée dans une stéatite verte.
Sa coiffure est composée de stries verticales et horizontales formant un quadrillage rappelant la dame de Brassempouy, une vénus paléolithique trouvée dans les Landes, en France. Certains observent la présence d'un chignon au-dessus de la tête, ce qui reste difficile à démontrer étant donné les dommages liés à un choc qui a fait sauter la partie à dextre de la chevelure. Son visage, très étroit et allongé, possède un front tirant vers l'arrière où l'on peut distinguer une sorte de bandeau. Ses orbites sont creusées, comme chez la Dame de Brassempouy. Son nez est en léger relief et sa bouche marquée d'une petite incision.

## Datation
Cette statuette est attribuée au Gravettien (30 000 à 22 000 ans AP).

## Analyse
Il s'agit de l'un des rares exemples de portraits féminins paléolithiques, avec la dame de Brassempouy et dans une moindre mesure la vénus de Dolní Věstonice.
Ce visage a longtemps été jugé de type négroïde. On l'a rapproché de deux squelettes fossiles trouvés dans les mêmes grottes des Balzi Rossi, représentatifs de l'Homme de Grimaldi, également jugés de type négroïde par Marcellin Boule et Henri Victor Vallois en 1921. Cependant, on a ensuite réalisé que les crânes des sépultures de Grimaldi étaient en fait déformés par de larges dalles en pierre qui les écrasaient et leur donnaient cet aspect semblable au type négroïde.
Cela pourrait donner des indices aux chercheurs sur les éventuelles pratiques funéraires et religieuses des populations de l'époque.